# Drypetes longifolia
Drypetes longifolia là một loài thực vật có hoa trong họ Putranjivaceae. Loài này được (Blume) Pax & K.Hoffm. mô tả khoa học đầu tiên năm 1922.

## Hình ảnh

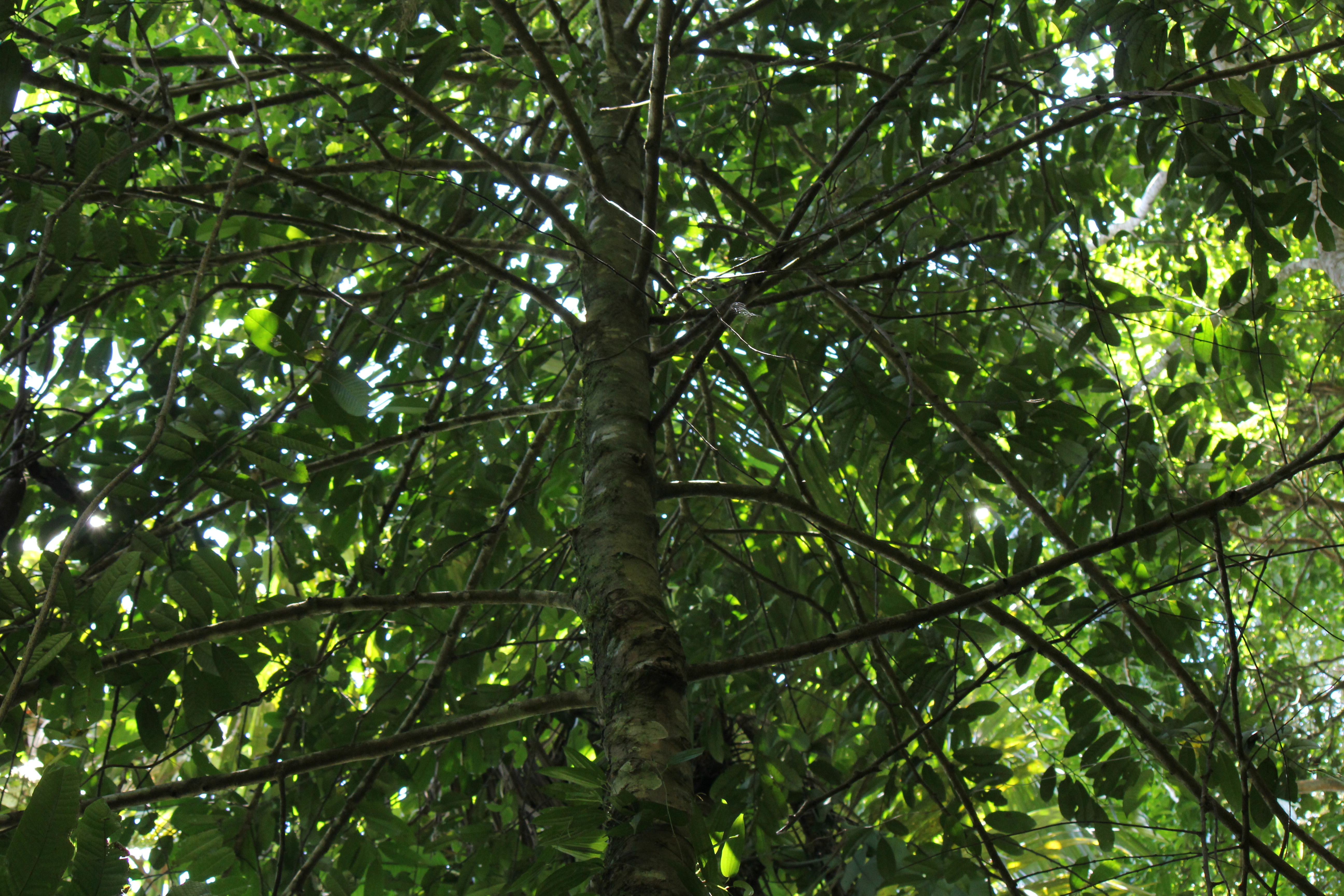
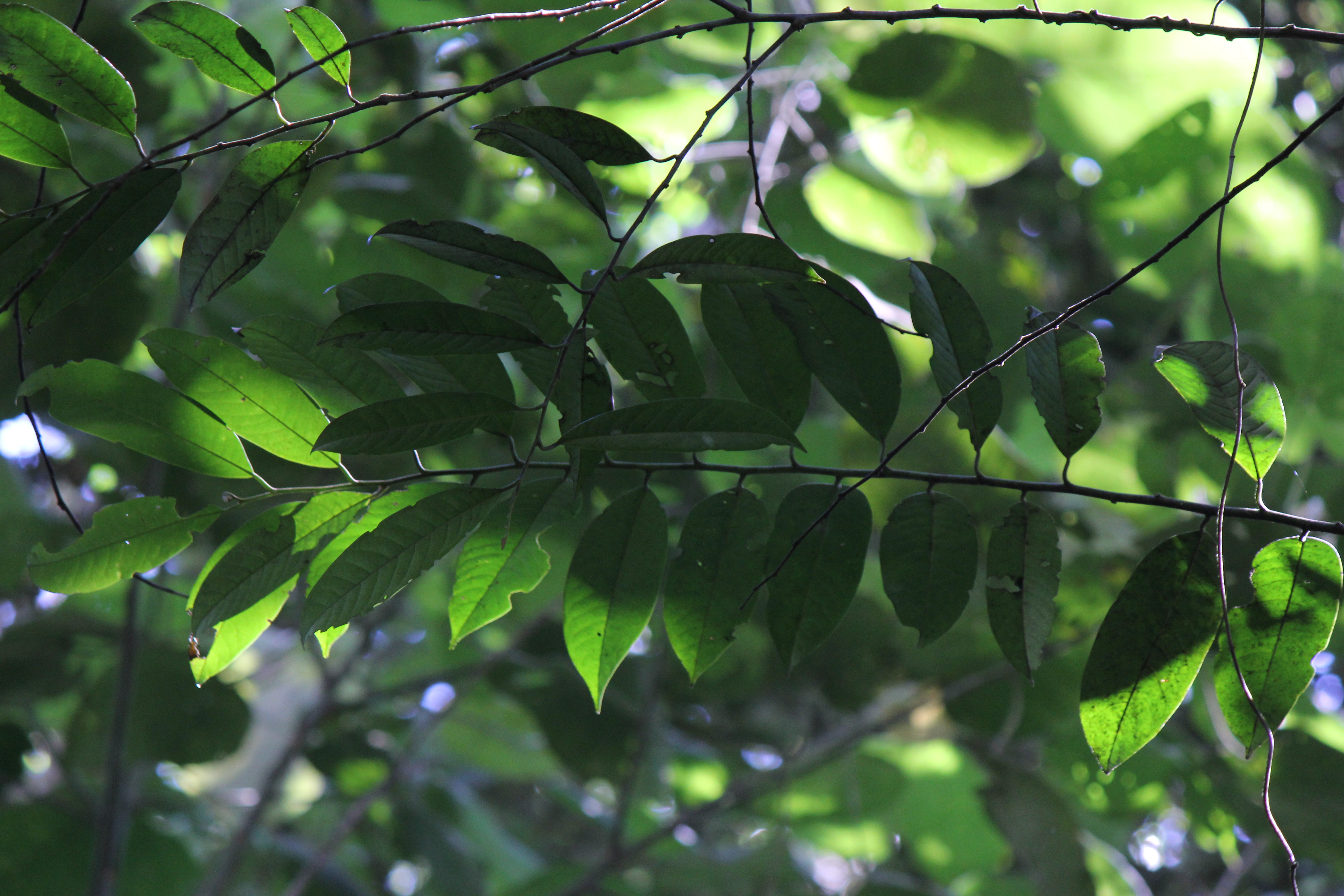